# Bajt Challaf
Bajt Challaf (arab. ‏بيت خلاف‎) – stanowisko archeologiczne położone w muhafazie Sauhadż. Na jego terenie znajdowały się m.in. mastaby pochodzące z czasów panowania władców Sanachta oraz Dżesera z III dynastii.